# Porfirio Parra
Porfirio Parra y Gutiérrez (Chihuahua, Chihuahua; 26 de febrero de 1854 - Ciudad de México, 5 de julio de 1912) fue un médico, catedrático, filósofo, periodista, escritor, historiador, político y académico mexicano.

## Semblanza biográfica
Realizó sus primeros estudios en el Instituto Literario del Estado de Chihuahua, obtuvo una beca para continuar sus estudios en la Escuela Nacional Preparatoria, fue discípulo de Gabino Barreda, quien lo influenció a la corriente filosófica del positivismo.  Ingresó a la Escuela de Medicina, en este lugar conoció al poeta Manuel Acuña, obtuvo su título en 1878. Ejerció la docencia impartiendo clases de higiene, medicina y lógica a nivel preparatoria. Fue catedrático en el Hospital Juárez y en la Escuela de Medicina. Fue director de la Escuela Nacional Preparatoria y director fundador de la Escuela Nacional de Altos Estudios (ENAE).
Participó en diversos congresos médicos, en Bruselas, Lisboa, París y Moscú, así como en el Congreso Pedagógico Nacional de México celebrado en 1889 y 1890. Fue diputado federal representando a los estados de Chihuahua e Hidalgo, y senador en representación del estado de Aguascalientes. Como periodista colaboró para las revistas La Libertad, Revista de Instrucción Pública, Revista de Chihuahua, Revista Positiva, La Gaceta de México y El Universal. Además, fue fundador de las revistas El Método y El Positivismo.
Fue miembro de la Sociedad Mexicana de Geografía y Estadística, de la Sociedad Científica “Antonio Alzate” y de la Academia Nacional de Medicina de México. Fue elegido miembro de número de la Academia Mexicana de la Lengua, tomó posesión de la silla III el 16 de marzo de 1896.
En 1906, su obra La Reforma en México fue ganadora en el concurso celebrado con motivo del centenario del nacimiento de Benito Juárez. Compartió el premio con Ricardo García Granados y Andrés Molina Enríquez. Su obra literaria llegó a incursionar en el teatro y la poesía. Murió en la Ciudad de México el 5 de julio de 1912.

## Obras publicadas
- Las localizaciones cerebrales y la psicología.
- Estudios filosóficos, 1896.
- Pacotillas, novela, 1900.
- "La ciencia en México" en México, su evolución social, 1901.
- Nuevo sistema de lógica inductiva, libro de texto, 1903.
- Lutero, obra teatral.
- La Reforma en México: estudio histórico-sociológico, obra premiada en el centenario del nacimiento de Benito Juárez en 1906, reeditada en 1948 con el título Sociología de la Reforma.